# Длхе Поље
Длхе Поље (слч. Dlhé Pole) насељено је мјесто са административним статусом сеоске општине (слч. obec) у округу Жилина, у Жилинском крају, Словачка Република.

## Становништво
| Година:    | 1994. | 2004.   | 2014.   | 2024.   |
| ---------- | ----- | ------- | ------- | ------- |
| Број људи: | 2157  | 2039    | 1934    | 1939    |
| Разлика:   |       | -5,47 % | -5,14 % | +0,25 % |

| Година:    | 2023. | 2024.   |
| ---------- | ----- | ------- |
| Број људи: | 1921  | 1939    |
| Разлика:   |       | +0,93 % |

Према подацима о броју становника из 2024. године насеље је имало 1939 становника.